# Umineko no Naku Koro ni
Umineko no Naku Koro ni (яп. うみねこのなく頃に, Умінеко но Наку Коро ні, англ. Umineko: When They Cry, досл. «Коли плачуть чайки»  або «Коли кричать чайки») — серія японських візуальних романів від студії «07th Expansion». Продовження серії Higurashi no Naku Koro ni. Частина циклу «When They Cry». Перший епізод «Legend of the Golden Witch» («Легенда про Золоту Відьму») вийшов 17 серпня 2007 року. За сюжетом група з 18 осіб гостює у маєтку на приватному острові. Однак сильний тайфун, ізолював їх на два дні. Крім цього починається серія зникнень і убивств. Гравець повинен знайти убивцю чи істоту. З 2007 по 2018 роки випускалася манґа від «Square Enix», «Ichijinsha», «Kadokawa Shoten», і «ASCII Media Works». 2009 року екранізований 26-серійне аніме від студії «Studio Deen» 2009 рік а відбувся показ однойменного аніме. 2010 року вийшов спін-оф — файтинг «Umineko: Golden Fantasia» для Windows, а 2011 — для Xbox 360.

## Ігровий процес
Umineko When They Cry — це візуальна новела про таємниче вбивство, і як така передає свою історію в основному за допомогою текстової розповіді та діалогів, доповнених візуальними та аудіо елементами, такими як спрайти персонажів, фонова музика та звукові ефекти. У 07th Expansion її описано як «звуковий роман» через те, що гра більше зосереджена на створенні атмосфери за допомогою аудіоелементів, а не візуальних аспектів. Оригінальні релізи не містять озвучення персонажів. Umineko майже повністю лінійна і не містить інтерактивних ігрових елементів, за винятком невеликих фрагментів останньої частини, «Сутінки Золотої Відьми». Окрім просування по тексту, гравці також можуть отримати доступ до режиму підказок, що дозволяє їм прочитати різноманітну додаткову інформацію про персонажів та історію. Кожен епізод також містить два епілоги, які послідовно відкриваються, що є продовженням основної історії і часто містять важливі сюжетні моменти.
Попри відсутність інтерактивних ігрових елементів, «Умінеко» побудована як гра між автором і читачем, з рейтингом складності, наведеним в описі до кожного епізоду. Це стосується складності загадок у кожному епізоді, які читач повинен активно намагатися розгадати. Кілька сюжетних елементів вводяться протягом розповіді, щоб допомогти читачеві розгадати таємницю разом з головним героєм історії.